# Точка пожежна

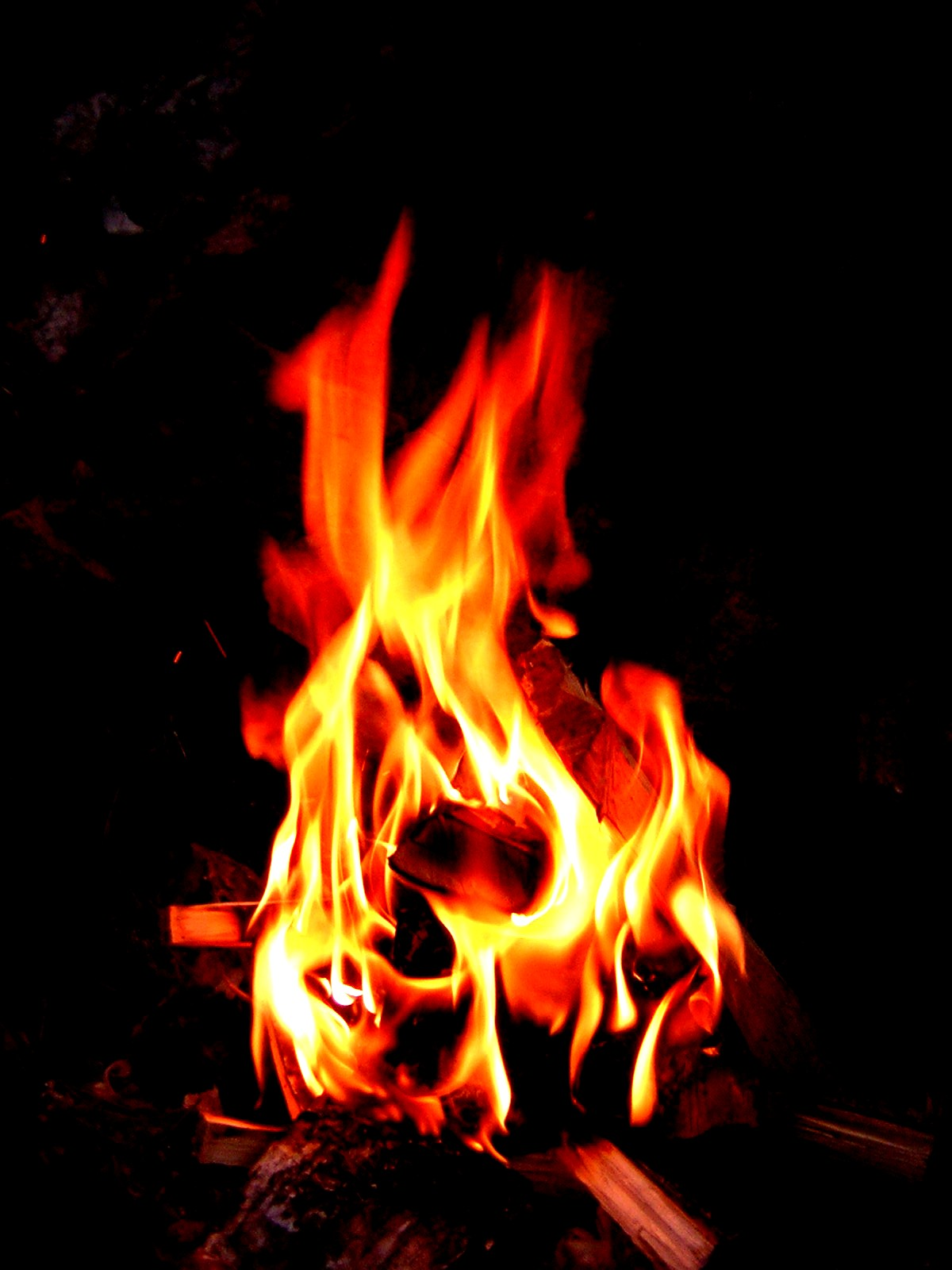
Стабільне горіння.

Точка пожежна (рос. точка пожарная; англ. fire point; нім. Brandpunkt m) – температура, за якої настає стабільне горіння; пожежна точка переважно на 11 0С вища за температуру займання матеріалу.